# Gertjon Corona
Gertjon Corona est une corona, formation géologique en forme de couronne, située sur la planète Vénus par -30° S et 276° E. Elle est localisée dans le quadrangle de Themis Regio. Elle a été nommée en référence à Gertjon, déesse teutonique de la fertilité. 

## Géographie et géologie
Gertjon Corona couvre une surface circulaire d'environ 250 km de diamètre. 